# Tajuria frontinus
Tajuria frontinus är en fjärilsart som beskrevs av Hans Fruhstorfer 1912. Tajuria frontinus ingår i släktet Tajuria och familjen juvelvingar. Inga underarter finns listade i Catalogue of Life.